# Petite Duche
Die Petite Duche ist ein kleiner Fluss im Südwesten von Frankreich, der im Département Dordogne der Region Nouvelle-Aquitaine westlich der Stadt Périgueux verläuft.

## Geografie

### Verlauf
Die Petite Duche entspringt im nordwestlichen Gemeindegebiet von Servanches, entwässert generell Richtung Südsüdwest durch die Landschaft Double du Périgord und mündet nach insgesamt rund 16 Kilometern an der Gemeindegrenze von Eygurande-et-Gardedeuil und Montpon-Ménestérol als rechter Nebenfluss in die Duche, die hier auch noch als Grande Duche bezeichnet wird.

### Orte am Fluss
(Reihenfolge in Fließrichtung)
- Chez le Parent, Gemeinde Servanches
- La Duche, Gemeinde Servanches
- Chante-Loup, Gemeinde Eygurande-et-Gardedeuil
- Le Palem, Gemeinde Eygurande-et-Gardedeuil
- La Mole, Gemeinde Eygurande-et-Gardedeuil
- Chadenne, Gemeinde Saint-Barthélemy-de-Bellegarde
- Eygurande-et-Gardedeuil
- Le Grand Fouillèze, Gemeinde Eygurande-et-Gardedeuil